# Ривјер Руж (Квебек)
Ривјер Руж (фр. Rivière-Rouge) је град у Канади у покрајини Квебек. Према резултатима пописа 2011. у граду је живело 4.645 становника.

## Становништво
Према резултатима пописа становништва из 2011. у граду је живело 4.645 становника, што је за 11,9 E % више у односу на попис из 2006. када је регистровано 4.152 E житеља.
| 2006.  | 2011. |
| ------ | ----- |
| 4.152E | 4.645 |